# جمعية الدفاع الأمريكية

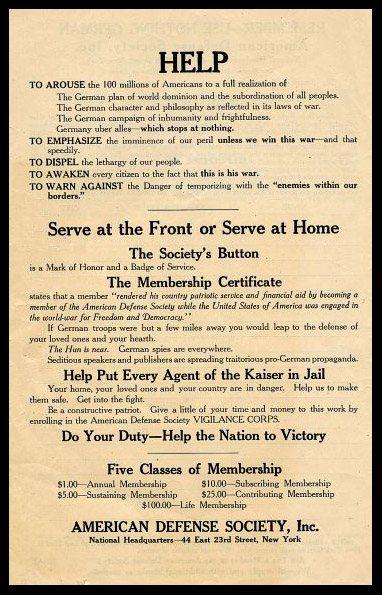
نشرة جمعية الدفاع الأمريكية.

جمعية الدفاع الأمريكية (بالإنجليزية: American Defense Society) هي مجموعة سياسية أمريكية قومية تأسست عام 1915. تشكلت جمعية الدفاع الأمريكية للدفاع عن التدخل الأمريكي في الحرب العالمية الأولى ضد الإمبراطورية الألمانية. وقفت المجموعة لاحقًا معارضةً للبلاشفة، الذين وصلوا إلى السلطة في روسيا بعد ثورة أكتوبر عام 1917، والمشاركة الأمريكية المقترحة في عصبة الأمم.
في السياسة الداخلية، أطلقت جمعية الدفاع الأمريكية حملة لإلغاء تعليم اللغة الألمانية في الولايات المتحدة. وباعتبارها جماعة وطنية، طالبت الجمعية أن تكون «الأمريكوية بنسبة 100 في المئة» وسط مخاوف من ولاءات «الأمريكيين المختلطين-المتنطعين».
كان أول رئيس فخري للمنظمة هو الرئيس السابق ثيودور روزفلت. بعد تراجع ما بعد الحرب العالمية الأولى، عادت الجمعية في نهضة قصيرة قبل الحرب العالمية الثانية، حيث حاربت المجموعة جهود الرئيس فرانكلين ديلانو روزفلت لتوسيع المحكمة العليا.

## التشكيل
شكل كلارنس سميدلي توماس وكوشينغ ستيتسون وجون إف هوبارد الجمعية في أغسطس 1915 كمجموعة منشقة عن رابطة الأمن القومي (إن إس إل). اعترضوا على رابطة الأمن القومي لكونها غير نقدي في دعمها لإدارة ويلسون. فضلت الجمعية، مثلها مثل رابطة الأمن القومي، التقدمية وبرامجها الإصلاحية، لكن الجمعية كانت أكثر عسكرية ووطنية من الرابطة.

### القيادة
كان أول رئيس فخري للجمعية هو الرئيس السابق ثيودور روزفلت. كان رئيس الجمعية ريتشارد ميلانكثون هيرد، وهو صديق مقرب لروزفلت وخبير اقتصادي في مجال العقارات.

## الأهداف
من بين المواقف السياسية للجمعية:
- انتصار كامل على ألمانيا في الحرب العالمية الأولى، مع عدم مناقشة شروط السلام.
- التنظيم المركزي للصناعة الوطنية، حيث تم إنجازه مؤقتًا في ظل مجلس الصناعات الحربية.
- إقصاء الاشتراكيين من السياسة الأمريكية.
- قمع الفتنة
- أمريكوية مئة في المئة

في فبراير 1918، دعت الجمعية الكونغرس إلى اتخاذ إجراء بشأن سلسلة من التدابير التي يتطلبها دخول الولايات المتحدة في الحرب العالمية الأولى. أرادت إرسال «قوة ساحقة» إلى فرنسا: «كلما أسرعنا في وضع قوتنا الكاملة في الحرب كلما انتهى الأمر مبكرًا». ودعت إلى اعتقال الأجانب الأعداء والمتعاطفين لمنع التخريب لأنه «إذا تم تفجير مصانع ذخيرة كافية هنا، فسوف نخسر الحرب». وادعت أن إنجلترا شهدت نهاية للمؤامرات والدعاية الأجنبية بعد اعتقال 70 ألف. وعلى الصعيد التعليمي والثقافي، كانت الجمعية غير مساومة:
«إن الانهيار المروع والكامل للثقافة الأصلية الألمانية يفرض مراجعة شاملة لموقف الدول والأفراد المتحضرين تجاه اللغة الألمانية والأدب والعلوم. وقد كشف الإمعان الدقيق في الفكر الألماني الذي حرضته وحشية 'هان' في هذه الحرب عن سمات بغيضة غير معروفة حتى الآن، وبالنسبة لمعظم الناس لم تكن متوقعة. بعد ذلك، وفي أنحاء كل بلد يتحدث الإنجليزية في العالم، ستكون اللغة الألمانية لغة ميتة. تنتهي إلى الأبد!»
دعت الجمعية أيضًا إلى تدريب عسكري إلزامي لجميع الرجال الذين تتراوح أعمارهم بين 18 و21 عامًا في أواخر عام 1918، وأطلقت حملة لإلغاء التعليم باللغة الألمانية في أنحاء البلاد.

## فترة ما بين الحربين
بعد الحرب العالمية الأولى، انضمت الجمعية إلى الحملة ضد المشاركة الأمريكية في عصبة الأمم. ووصفت العصبة بأنها تنازل عن السيادة الوطنية «مؤذي لدستور الولايات المتحدة». واستنكرت «العقائد غير الممكنة للأعراق المتعلقة بتقريرهم لمصيرهم والتي تتعارض مع عقائدنا الأساسية كأمة».
كانت الجمعية غير حزبية رسميًا، ولكن في عام 1920، كتب تشارلز ستيوارت دافيسون، رئيس مجلس الأمناء، رسالة مفتوحة إلى ضباطها وأعضائها ومساهميها لحثهم على دعم التذكرة الرئاسية الجمهورية لكل من وارن هاردينغ وكالفن كوليدج.
كان ريتشارد ميريل ويتني مدير مكتب الجمعية في واشنطن في عشرينيات القرن العشرين، وهو مؤلف معرض النشاط الراديكالي بعنوان الحمر في أمريكا.
عادت الجمعية إلى الظهور لفترة وجيزة خلال السنوات التي سبقت الحرب العالمية الثانية مباشرة. شنت المجموعة حملة ضد محاولة الرئيس فرانكلين روزفلت «حشد» المحكمة العليا الأمريكية من خلال زيادة عدد أعضائها.

## السنوات الأخيرة
في وقت لاحق، أصبحت المجموعة عاجزة بسبب وفاة اثنين من مدرائها: رئيس مجلس الإدارة دافيسون في عام 1942 ورئيس مجلس الإدارة إيلون هنتنغتون هوكر في عام 1948.
حافظت في سنواتها الأخيرة، على مكانتها العامة من خلال منح الجوائز. قدمت في عام 1939، جوائز تسمى الكأس الفضية للأسطول الأطلسي للتميز في المدفعية والميدالية الذهبية للخدمة المتميزة للعمل لمصلحة الدفاع الوطني والجاهزية. في عام 1943، كرمت الجمعية ثيودور روزفلت في الذكرى 85 لميلاده.
على ما يبدو، فإن الجمعية اختفت من دلائل مدينة نيويورك في عام 1956.